# 41943 Fredrick
41943 Fredrick este un asteroid din centura principală de asteroizi.

## Descriere
41943 Fredrick este un asteroid din centura principală de asteroizi. A fost descoperit pe 3 decembrie 2000 la Olathe (Kansas) de Larry Robinson (astronom). Asteroidul prezintă o orbită caracterizată de o semiaxă mare de 2,53 ua, o excentricitate de 0,14 și o înclinație de 14,4° în raport cu ecliptica.